# Církevní tajemník
Církevní tajemník byla v době komunismu funkce při krajských a okresních národních výborech v Československu, jejímž úkolem bylo monitorovat činnost církví (nejen katolické, také nekatolických církví) ve spádové oblasti (okres nebo kraj). Funkce byla zavedena tzv. Církevními zákony ze dne 14. října 1949 a samovolně zanikla po roce 1989.

## Činnost církevních tajemníků
Činnost církví dozoroval a případně do ní zasahoval tzv. Státní úřad pro věci církevní, dbající na dodržování zákonů, kterými chtěl stát dostat činnost církví pod kontrolu. Na úrovni krajů a okresů existovala pak funkce církevních tajemníků, kteří byli zaměstnanci příslušných národních výborů. Udržovali kontakt s jednotlivými duchovními (mnohdy vnucený kontakt, o který duchovní nestáli), vyhodnocovali (leckdy dosti svérázně) jejich činnost a podávali o ní zprávy nadřízeným orgánům. Církevní tajemník také mohl o nedělích navštěvovat namátkově bohoslužby v obvodu své činnosti a kontrolovat, zda nedochází k „nežádoucím jevům“ či zda jsou plněny státní příkazy. V roce 1950 takto bylo například kontrolováno, zda byl v jednotlivých farnostech dodržen zákaz četby pastýřského listu Hlas biskupů a ordinářů věřícím v hodině velké zkoušky.
Církevní tajemníci také navrhovali postih těch duchovních, kteří se odmítali státnímu dozoru podřídit. Zasahovali rovněž do běžného života jednotlivých farností. Chtěl-li kněz uspořádat nějakou akci (např. pouť aj.) mimo vlastní kostel, musel v dostatečném předstihu žádat příslušného církevního tajemníka o souhlas. Církevní tajemník mohl také spolurozhodovat o udělení tzv. státního souhlasu pro jednotlivé duchovní. (Šlo o místně omezené dovolení pro konkrétního kněze k veřejné pastorační činnosti.) V závislosti na tomto souhlasu také církevní tajemník dával souhlas k výpomoci mezi jednotlivými kněžími. (Byl-li kněz nemocný nebo z jiného důvodu potřeboval, aby jej někdo zastupoval, musel se dohodnout s tím, koho o zastupování požádal, a poté musel žádat souhlas církevního tajemníka. Teprve poté, pokud takový souhlas dostal, bylo zastupování „legální“.) 